# گابریل الدگانی
گابریل الدگانی (انگلیسی: Gabriele Aldegani؛ زادهٔ ۱۰ مهٔ ۱۹۷۶) بازیکن فوتبال اهل ایتالیا است.
از باشگاه‌هایی که در آن بازی کرده‌است می‌توان به باشگاه فوتبال دپورتیوو آلاوس، باشگاه فوتبال کوزنتسا کالچو، باشگاه فوتبال کیه‌وو ورونا، باشگاه فوتبال کرمونزه، باشگاه فوتبال پیاچنزا، باشگاه فوتبال باری، باشگاه فوتبال مونتسا، باشگاه فوتبال دلفینو پسکارا، باشگاه فوتبال بنونتو، باشگاه فوتبال آ.ث. میلان، باشگاه فوتبال لیورنو، و باشگاه فوتبال آولینو اشاره کرد.